# Douglassville (Texas)
Douglassville es un pueblo ubicado en el condado de Cass en el estado estadounidense de Texas. En el Censo de 2010 tenía una población de 229 habitantes y una densidad poblacional de 13,98 personas por km².

## Geografía
Douglassville se encuentra ubicado en las coordenadas 33°11′30″N 94°21′7″O / 33.19167, -94.35194. Según la Oficina del Censo de los Estados Unidos, Douglassville tiene una superficie total de 16.38 km², de la cual 16.38 km² corresponden a tierra firme y (0%) 0 km² es agua.

## Demografía
Según el censo de 2010, había 229 personas residiendo en Douglassville. La densidad de población era de 13,98 hab./km². De los 229 habitantes, Douglassville estaba compuesto por el 79.48% blancos, el 17.03% eran afroamericanos, el 0% eran amerindios, el 0% eran asiáticos, el 0% eran isleños del Pacífico, el 1.31% eran de otras razas y el 2.18% pertenecían a dos o más razas. Del total de la población el 3.06% eran hispanos o latinos de cualquier raza.